# Mikuláš Bryan
Mikuláš Bryan (* 17. července 1982 v Praze) je český překladatel a básník.

## Studium
- 1993–2001 PORG
- 2001–2002 Český jazyk a literatura na FF UK
- 2003–2012 Divadelní věda na FF UK

## Překladatelská činnost
Překladatelsky se podílel například na televizních seriálech Jak jsem poznal vaši matku (za VII. řadu seriálu v roce 2013 nominován na Cenu Františka Filipovského, za IX. řadu v roce 2015 cenu obdržel), Dexter, Survivors, Scrubs, Doteky osudu (pro Prima Cool), Odpočívej v pokoji (pro HBO), Upíří deníky (pro TV Nova) a dalších. Pro televizní vysílání přeložil i řadu filmů a dokumentárních snímků.
Pro Městské divadlo Brno přebásnil písňové texty k muzikálům Papežka (2012), Ostrov pokladů (2015), Prodaný smích (2016) a rockovou operu Evangelium o Marii. (2016). Pro Divadlo na Orlí přeložil operu Jerry Springer: Opera (2013). Společně s Vítem Penkalou a Silvií Šustrovou přeložil pro Argo Třeskutou knihu Teorie velkého třesku – průvodce seriálem Teorie velkého třesku.
Věnuje se i náročnějším textům, především frankofonní poezii a staré literatuře. V roce 2008 obdržel cenu Jiřího Levého (první místo) pro překladatele do 35 let v kategorii poezie za přebásnění nejstaršího kanadského dramatu Le Théâtre de Neptune en la Nouvelle-France. Pro časopisy Souvislosti a Plav (měsíčník pro světovou literaturu) přeložil například výbor z básní Williama Cliffa, část korespondence mezi George Sandovou a Alfredem Mussetem nebo texty bretonských básníků Anjely Duvalové, Pêr-Jakez Heliase, Xaviera Gralla a Maodeze Glanndoura. Jeho překlad renesančního traktátu Orchesographie Thoinota Arbeaua byl jako diplomová práce pod názvem Teatralita renesančního tance: Francie v roce 2009 oceněn cenou V. Königsmarka.

## Poezie
Poezii se věnuje i jako autor:
- Roku 2004 byl oceněn 1. místem v básnické soutěži Ortenova Kutná Hora[10]
- První básnická sbírka Kolem lámání vydána v září roku 2006 (jako 6. svazek edice První knížky festivalu Ortenova Kutná Hora); v roce 2007 byla tato sbírka nominovaná v kategorii objev roku na cenu Magnesia Litera[11].